# Jaliscoa
Jaliscoa, rod glavočika iz podtribusa Oxylobinae, dio tribusa Eupatorieae. Postoje 3 vrste iz Meksika

## Opis
Jaliscoa je mala skupina drveća i grmlja koja se nalazi u zapadnom Meksiku. Vjerojatno će biti filogenetska inskupina Ageratine i vjerojatno će se kombinirati s njom. Razlikuje se od Ageratine po ljuskama na cvjetištu.

## Vrste
1. Jaliscoa goldmanii (B.L.Rob.) R.M.King & H.Rob.
2. Jaliscoa paleacea (Cronquist) R.M.King & H.Rob.
3. Jaliscoa pringlei S.Watson

## Sinonimi
Nema.